# Esaias Humble
Esaias Humble, död 30 december 1684 i Gränna, var en svensk kyrkoherde i Gränna församling.

## Biografi
Esaias Humble var son till kyrkoherden Haquinus Nicolai Humble och Anna Jonsdotter. Han gick i skolan på Visingsö år 1642 och studerade vid Uppsala universitet år 1652. Humble blev 1659 filosofie kandidat och disputerade 1661 (de cura magistratus circa subditorum institutionem, pres. O. Unonius). Samma år blev han magister och kyrkoherde i Gränna församling. Humble tillträdde tjänsten 1662. Han närvarade vid riksdagen i Halmstad år 1678. Under hans tid byggdes 1673 tornet vid Gränna kyrka. Humble avled 30 december 1684 i Gränna.
Humble gifte sig med Catharina Schierman (död 1688). Hon var dotter till kyrkoherden Nils Siggonius i Skärstads församling. De fick tillsammans dottern Christina som senare gifte sig med kyrkoherden Andreas Wisingh i Sjösås församling.